# Кленовица (Буда-Кошелёвский район)
Кленовица (бел. Кленавіца) — деревня в Чеботовичском сельсовете Буда-Кошелёвского района Гомельской области Белоруссии.

## География

### Расположение
В 22 км на юго-запад от районного центра и железнодорожной станции Буда-Кошелёвская (на линии Жлобин — Гомель), 49 км от Гомеля.

## Транспортная сеть
Транспортные связи по просёлочной, затем автомобильной дороге Жлобин — Гомель. Планировка состоит из криволинейной широтной улицы, застроенной деревянными домами усадебного типа.

## История
По письменным источникам известна с XIX века. По ревизии 1858 года владение помещика Пересвет-Солтана. По переписи 1897 года находилась школа грамоты. Рядом был одноименный фольварк. Работали сукновальня, винокурня, завод сухой обработки древесины, хлебозапасный магазин, 2 ветряные мельницы, круподробилка. В 1909 году — 513 десятин земли, в Недайской волости Гомельского уезда Могилёвской губернии. В фольварке — 4300 десятин земли, стекольное и угольное предприятия, мельница.
В 1926 году работали почтовое отделение, школа. В 1929 году организован колхоз. Во время Великой Отечественной войны оккупанты сожгли 71 двор, 64 жителя деревни погибли на фронте. В 1959 году в составе совхоза «Чеботовичи» (центр — деревня Чеботовичи).
В 1987 году к деревне присоединён посёлок Пролетарий.

## Население

### Численность
- 2004 год — 19 хозяйств, 32 жителя.

### Динамика
- 1858 год — 15 дворов, 124 жителя.
- 1897 год — 34 двора, 258 жителей (согласно переписи).
- 1909 год — 49 дворов, 240 жителей; в фольварке — 12 дворов, 23 жителя.
- 1926 год — 61 двор, 325 жителей.
- 1940 год — 75 дворов, 300 жителей.
- 1959 год — 266 жителей (согласно переписи).
- 2004 год — 19 хозяйств, 32 жителя.